# ییندژیخ استانیک
ییندژیخ استانیک (چکی: Jindřich Staněk؛ زادهٔ ۲۷ آوریل ۱۹۹۶) بازیکن فوتبال اهل جمهوری چک است.
از باشگاه‌هایی که در آن بازی کرده‌است می‌توان به باشگاه فوتبال اورتون اشاره کرد.
وی همچنین در تیم‌های ملی فوتبال زیر ۲۱ سال جمهوری چک و جمهوری چک بازی کرده‌است.